# Stara synagoga w Śniadowie

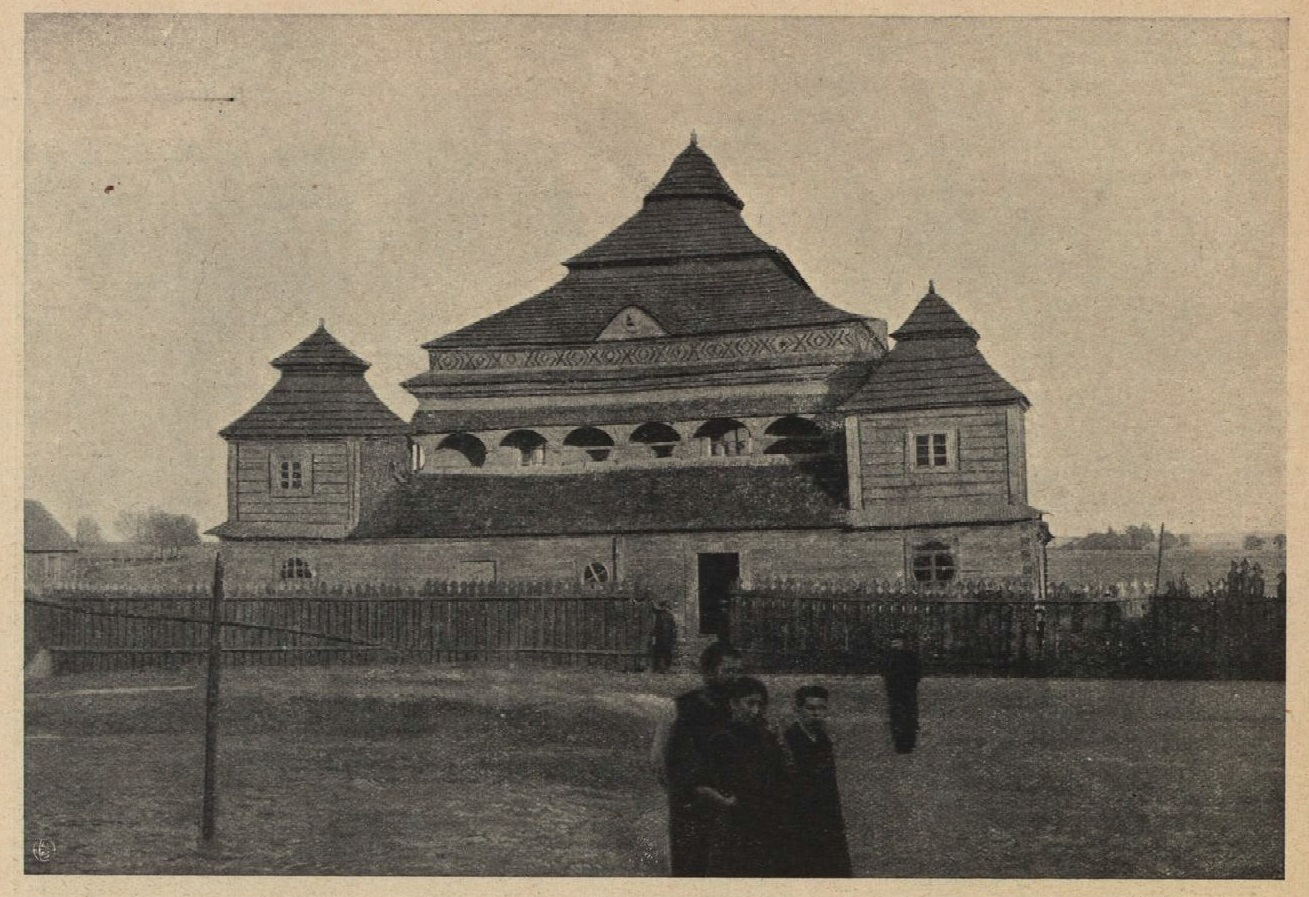
Stara synagoga w Śniadowie

Stara synagoga w Śniadowie – nieistniejąca obecnie drewniana synagoga w Śniadowie.

## Historia
Wzniesiona w 1768 z drewna modrzewiowego. Stała na krańcu wsi. Wyróżniała się okazałością i swoim wyglądem przypominała pałac. Zachowana w dobrym stanie do I wojny światowej, podczas której ok. 1916 uległa spaleniu (w 1933 Żydzi zbudowali nową, ale już nie tak okazałą synagogę).
Salę modlitwy na planie kwadratu o bokach 12 m i wysokości ok. 10 m zwieńczała wspaniała wielokondygnacyjna drewniana kopuła pozorna, która częściowo była podwieszona do konstrukcji dachu, a częściowo oparta na ścianach obwodowych oraz na czterech smukłych słupach, pomiędzy którymi na dole urządzono bimę. Było to typowe rozwiązanie dla synagog z XVIII w.
Do bryły głównej od czoła (strona zachodnia) przylegał przedsionek, a w narożach piętrowe babińce. Nad przedsionkiem biegła galeryjka otwarta na zewnątrz. Synagoga składała się z wysokiego korpusu przykrytego kopulastym dachem, trzykrotnie łamanym, który przekryto gontem.